# 다치카와키타역
다치카와키타역(일본어: 立川北駅, たちかわきたえき)은 일본 도쿄도 다치카와시에 있는 철도역이다.
운임계산시 다치카와미나미 역과 같은 역으로 취급한다.

## 타는 곳
| 1 | ■ 다마 모노레일 선 | 다마가와조스이・가미키타다이 방면 |
| 2 | ■ 다마 모노레일 선 | 다카하타후도・다마 센터 방면      |

## 역세권 정보
- 다치카와역(주오 본선, 난부 선, 오메 선)

## 역사
당초 계획은 다치카와미나미 역에만 역을 신설하려 했으나, 다치카와 역 북쪽 주변 상인들의 반대가 심하여 이 역도 신설되었다.
- 1998년 11월 27일: 영업 개시.

## 인접역
| 다마 도시 모노레일 ■ 다마 도시 모노레일 선 | 다마 도시 모노레일 ■ 다마 도시 모노레일 선 | 다마 도시 모노레일 ■ 다마 도시 모노레일 선 |
| ------------------------------------------ | ------------------------------------------ | ------------------------------------------ |
| 다카마쓰 가미키타다이 방면                 |                                            | 다치카와미나미 다마 센터 방면              |